# Für zwei Groschen Zärtlichkeit
Für zwei Groschen Zärtlichkeit ist ein deutsch-dänisches Filmmelodram aus dem Jahre 1957 von Arthur Maria Rabenalt mit Claus Holm und Ingmar Zeisberg in den Hauptrollen.

## Handlung
Irgendwo in der DDR-Provinz Mitte der 1950er Jahre. Der Nachtwächter Dallmann erwischt bei seinem nächtlichen Rundgang den Zeichner Josef Hartlieb, wie dieser in seinem Büro unerlaubterweise mit der jungen Angestellten Eva Bernhardt herumpoussiert. Mit etwas Geld erkauft sich Hartlieb das Schweigen des Mannes. Am darauf folgenden Morgen muss sich Eva auf dem Gang den Zudringlichkeiten Dallmanns erwehren, woraufhin der Nachtwächter nunmehr den Vorfall in der vergangenen Nacht dem Personalchef meldet. Dies führt zu Evas sofortiger Entlassung. In ihrer Not wendet sich Eva an ihren Liebhaber Hartlieb, doch dieser lässt die junge Frau kalt abblitzen. Sie bittet ihn, sie zu heiraten, doch er lacht sie nur aus. Auch daheim findet Eva keine Unterstützung, im Gegenteil: Ihre Mutter lebt mit einem jüngeren Mann, der nicht Evas Vater ist, zusammen, und dieser stürzt sich eines Tages regelrecht auf die Tochter, um diese mit Gewalt zu nehmen. Als die Mutter dazukommt, drängt sie sich dazwischen und gibt Eva die Schuld für das Fehlverhalten ihres Liebhabers. Schlagartig stellungs- und nunmehr auch heimatlos geworden, erinnert sich Eva an ihre alte Freundin Marianne, die nach Dänemark auswanderte und nun in Kopenhagen lebt.
Eva macht sich auf den Weg in die dänische Hauptstadt und stößt bei ihrer Reise dorthin auf einen freundlichen dänischen Fernfahrer namens Hendrik Pedersen, der die Dokumentenlose bei Flensburg über die deutsch-dänische Grenze schmuggelt und mit dem sie sich auf Anhieb gut versteht. Man plant ein Wiedersehen, kommenden Samstag bei der “Kleinen Meerjungfrau”, dem weltberühmten Wahrzeichen der Stadt. Mariannes Anschrift führt Eva zu einem gewissen Luigi Moretti, der, wie das Firmenschild an der Außenmauer verheißt, „feine Damenwäsche“ vertreibt. Im edel ausgestatteten Atelier tummeln sich eine Reihe von Mädchen, die wie Mannequins (neudeutsch: Models) erscheinen. Eine von ihnen ist Marianne, die hier aber von allen nur „Ria“ genannt wird. Stolz führt Ria ihre alte Freundin Eva durch die Räume. Ria lässt durchscheinen, dass auch Eva in diese noble Welt des Luxus eintreten und eventuell als Mannequin arbeiten könne. Doch Eva scheut davor zurück, es Ria gleichzutun und vor betuchten Männern halbnackt Unterwäsche vorzuführen. Instinktiv ahnt sie, dass es nur ein kleiner Schritt vom Vorführmodell zur Prostituierten sein könnte. Und so sagt sie Ria, dass sie ihr Glück erst einmal in einem anderen Beruf suchen wolle.
Eva liegt richtig mit ihrer Vermutung: Die „Mannequins“ sind in Wahrheit Call-Girls, die bei ihren Vorführungen von Männern für Liebesdienste gemietet werden können und diese Herren daheim besuchen. Moretti ist der Zuhälter dieser Mädchen. Eva findet wegen fehlender Papiere keine reguläre Arbeit in Kopenhagen, und auch Hendrik ist nicht zum verabredeten Zeitpunkt an der kleinen Meerjungfrau erschienen – er hatte eine Wagenpanne. Und so beißt Eva in den sauren Apfel und lässt sich von Ria davon überzeugen, für Moretti als „Mannequin“ zu arbeiten. Als Eva jedoch feststellen muss, dass es nicht beim Vorführen von Wäsche für interessierte Herren bleiben soll, stürmt sie entsetzt aus dem Atelier. Doch schließlich ist ihre Not derart groß, dass sie einknickt. Immerhin trifft sie mit Herrn Larsen auf einen Freier, der ihr sehr zugetan und entsprechend freundlich ist, und Eva gelingt es, Moretti davon zu überzeugen, ausschließlich diesem Kunden zudiensten sein zu müssen. Ihre Kollegin Madeleine ist die einzige, die ahnt, dass Eva jederzeit auf dem Absprung ist, da ihr dieses Leben überhaupt nicht behagt.
In der Zwischenzeit hat Hendrik Pedersen die halbe Stadt auf den Kopf gestellt, um Eva ausfindig zu machen. Der Zufall will es, dass er sie eines Tages in Rias Auto entdeckt. Eva hat Angst, dass Hendrik herausfinden könnte, dass sie zwischenzeitlich aus Not zur Hure geworden ist und reagiert verdruckst, als der schwer verliebte LKW-Fahrer sie ausfragt. Sie antwortet, sie arbeite als Mannequin in einer Wäschefabrik. Schon beim nächsten Treffen will Hendrik Eva sofort mit sich nehmen und im Haus seines Vaters unterbringen. Ja, er spricht sogar von Heirat. Überglücklich nimmt die Deutsche das Angebot des deutlich älteren Dänen an. Ein unerwarteter Zwischenfall droht Evas Träume jedoch zerplatzen zu lassen. Freundin Ria hat soviel Geld verdient, dass sie aus der Prostitution aussteigen und ein eigenes kleines Geschäft eröffnen will. Morettis Kunde Kostja soll Ria bei der Geschäftsgründung als Mittelsmann dienen, doch der erweist sich als Schuft und brennt mit der Kaufsumme, die Ria ihm überlassen hat, durch. Ria zeigt ihn an, woraufhin die Polizei Morettis wahrem Geschäft auf die Spur kommt.
Bei einer Razzia in Morettis Edelpuff gerät die noch immer dokumentenlose Eva gleichfalls in die Fänge der Staatsmacht: Sie war noch einmal zurückgekommen, um der verzweifelten Ria Geld zu überbringen. Hendrik erfährt davon und ist wie vom Donner gerührt, als er erfährt, dass Eva noch vor kurzem als Prostituierte gearbeitet hat. Empört wendet er sich von ihr ab. Madeleine, die von Evas Lebensgeschichte weiß, besucht Hendrik und macht ihm klar, dass Eva eigentlich eine „Unschuld auf Abwegen“ sei, die nur durch Not auf die schiefe Bahn geriet. Hendrik geht daraufhin auf die Suche nach Eva, aber er findet sie nicht mehr.

## Produktionsnotizen
Für zwei Groschen Zärtlichkeit entstand überwiegend im Sommer 1957 in Kopenhagen und wurde am 11. Oktober desselben Jahres in Deutschland uraufgeführt. Die Premiere im mitproduzierenden Dänemark fand am 24. Januar 1958 statt.
Die Dänen Ole Mynster und Erik Witte übernahmen die Herstellungsleitung, Hans Berthel entwarf, unterstützt vom dänischen Kollegen Erik Aaes, die Filmbauten.

## Kritiken
Im Lexikon des Internationalen Films heißt es: „Die Regie macht den Zuschauer zum Voyeur, ohne die Story psychologisch oder sozialkritisch zu vertiefen.“
Der Onlineauftritt von Cinema meint knapp: „Stark gealtertes Sittengemälde“.